# Simpang Campang
Simpang Campang is een bestuurslaag in het regentschap Ogan Komering Ulu Selatan van de provincie Zuid-Sumatra, Indonesië. Simpang Campang telt 1181 inwoners (volkstelling 2010).